# Parque nacional Lago Eyre
El Parque Nacional Lago Eyre es un parque nacional en Australia Meridional, ubicado a 697 km al norte de Adelaida. En el parque se encuentra el Lago Eyre.